# 郡山町 (福島県)
郡山町（こおりやままち）は福島県安積郡にかつて存在した町である。

## 概要
現在の郡山市は1924年（大正13年）に新設合併によって発足した市であり、本町とは異なる自治体である。

## 地理
- 現在の郡山市の中部に位置する。
- 村は阿武隈川の西岸に位置する。

## 歴史

### 町域の変遷
- 1889年（明治22年）4月1日 - 町村制施行により、郡山村が単独で町制施行し安積郡郡山町が発足。
- 1924年（大正13年）9月1日 - 小原田村と合併し郡山市が発足。同日郡山町消滅。

変遷表
| 1868年 以前 | 1868年 以前 | 明治22年 4月1日 | 大正13年 9月1日 | 現在   |
| ----------- | ----------- | --------------- | --------------- | ------ |
|             | 郡山村      | 郡山町          | 郡山市          | 郡山市 |

## 町長
- 根本祐太郎

## 人口・世帯

### 人口
総数 [単位： 人]
| 1889年（明治22年） | 8,013  |
| 1920年（大正 9年） | 26,218 |

### 世帯
総数 [単位： 世帯]
| 1920年（大正 9年） | 4,822 |

## 交通

### 鉄道
- 日本国有鉄道（ → 東日本旅客鉄道）
  - ■東北本線、■水郡線、■磐越西線、■磐越東線
    - 郡山駅

### 道路
- 国道
  - 国道4号